# 蚌埠公交110路

蚌埠公交110路，是中国安徽省蚌埠市的一条公交线路，由客运南站开往龙河路，由蚌埠市公共交通集团有限公司管理、运营。

## 历史

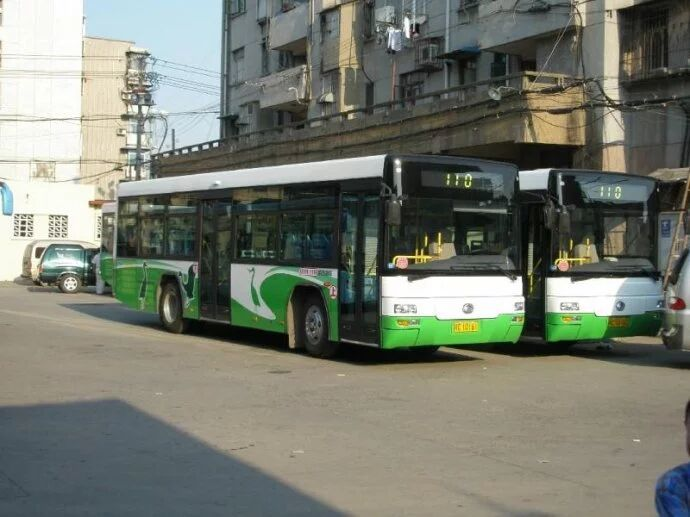
2007年为110路全新购置的宇通客车
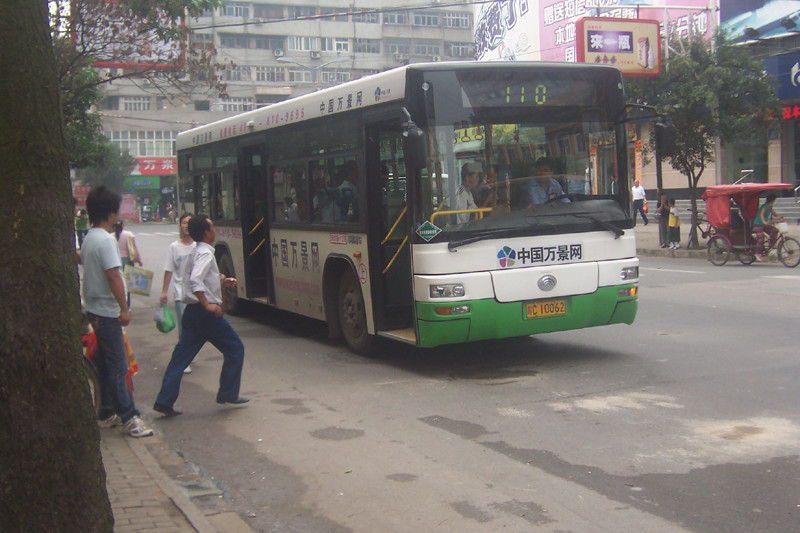
2009年使用宇通客车的110路在国强路站
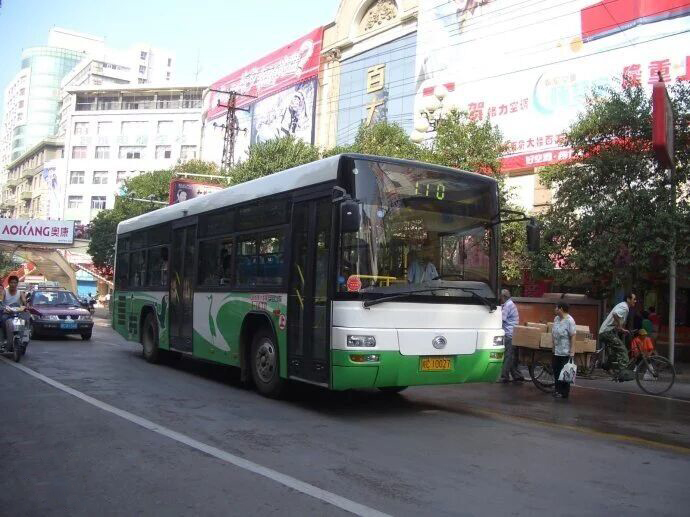
2009年使用宇通客车的110路在百货大楼
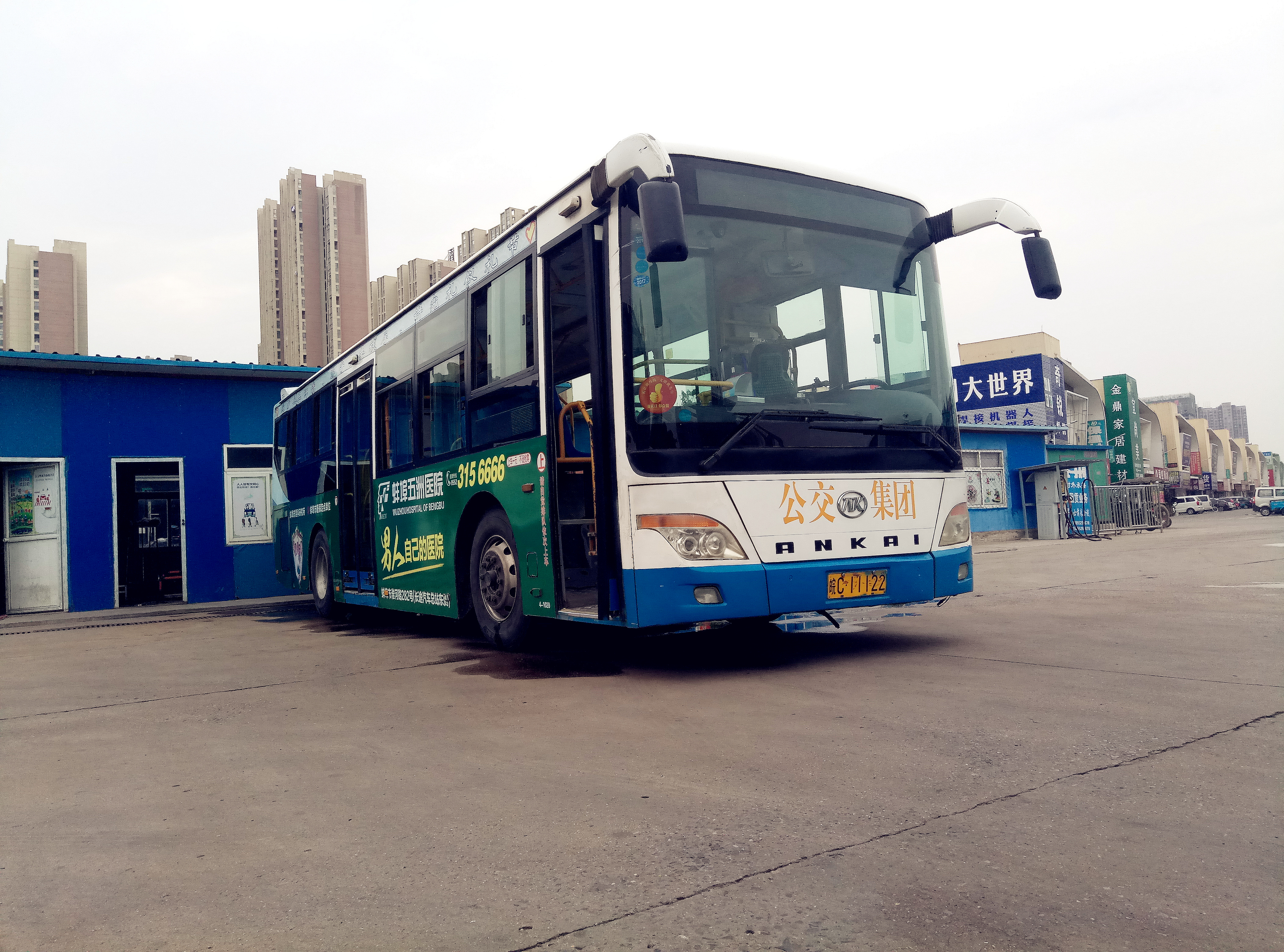
2013年使用安凯客车的110路在客运南站
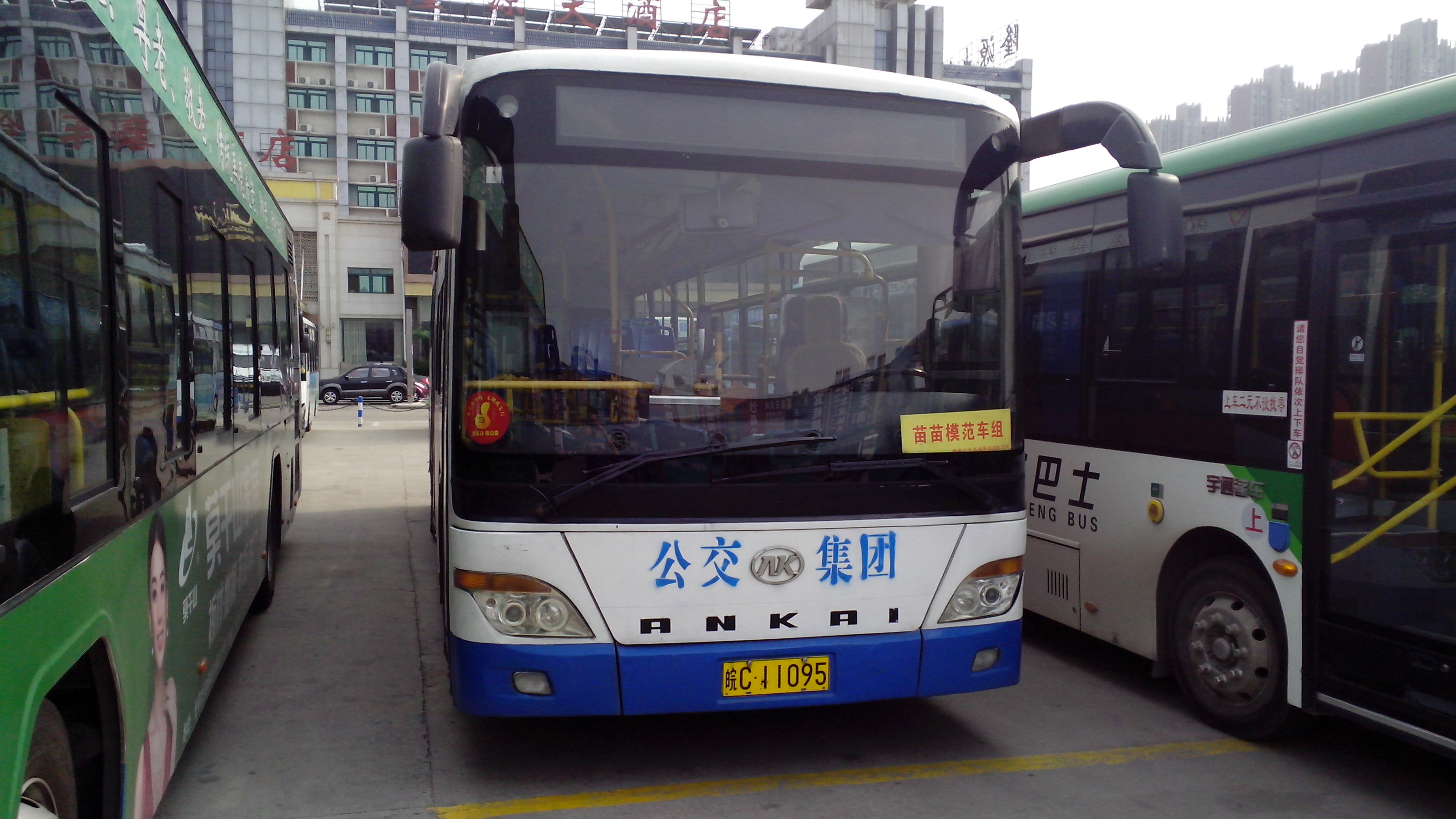
2017年使用安凯客车的110路在客运南站
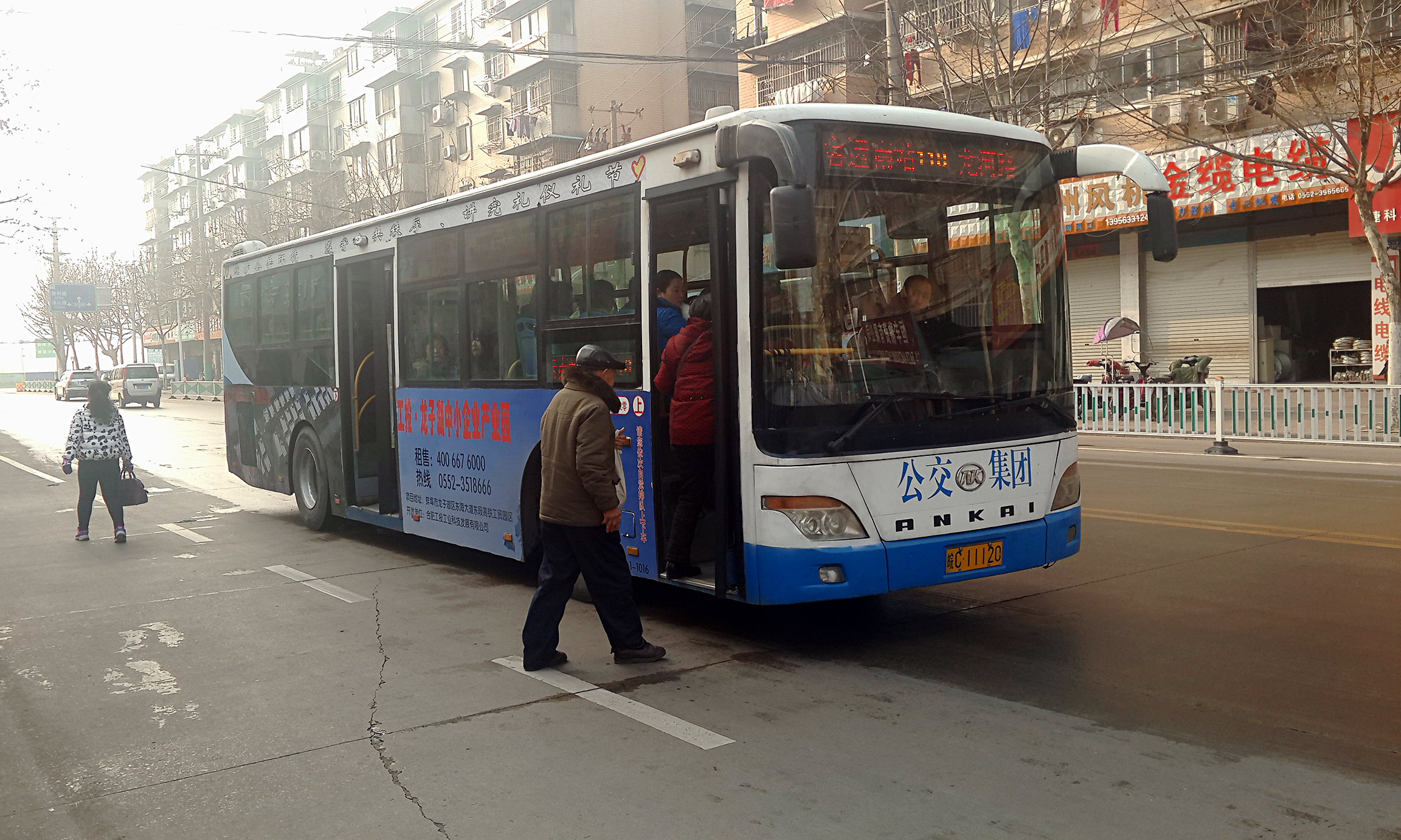
2013年使用安凯客车的110路在淮河路
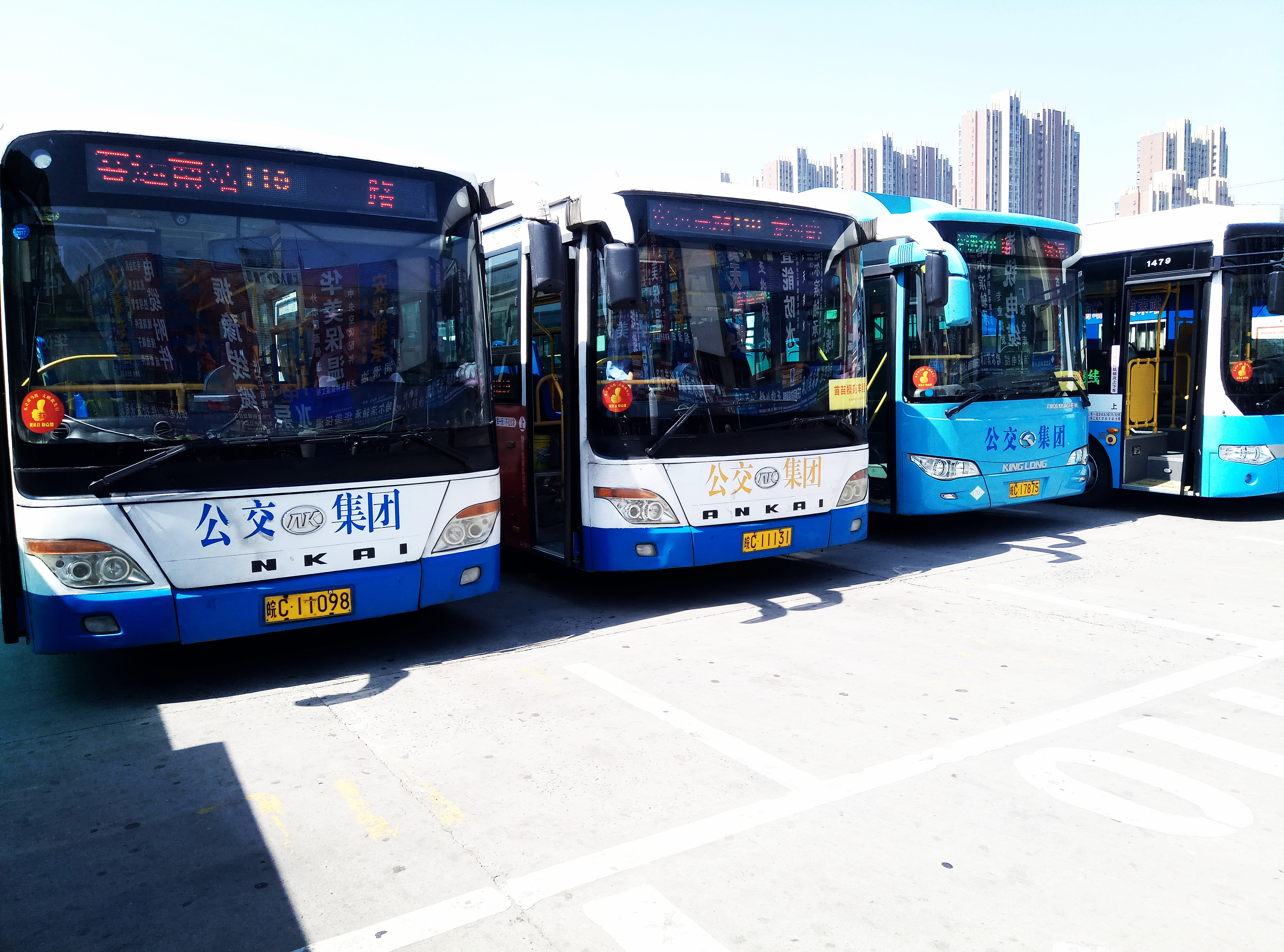
2017年客运南站内使用安凯和大金龙的110路

- 2007年，蚌埠市新辟汽车客运南站，为方便市民乘车，蚌埠公交集团购置16台宇通ZK6108HGB型客车开通了110路。[2][3][4]
- 2010年，蚌埠公交集团购置安凯HFF6101G39C型天然气客车20台投入110路，原有宇通客车下放。[5]
- 2013年，蚌埠公交集团购置大金龙XMQ6106AGHEV6型气电混合动力空调客车投入110路。[6]
- 2015年，蚌埠公交集团将110路末班车时间延长至20:30。[7]
- 2014年10月28日，110路取消停靠南岗四路站。[8]
- 2017年6月，蚌埠公交集团购置的比亚迪K8A型纯电动空调车投入110路运营。[9]

## 站点

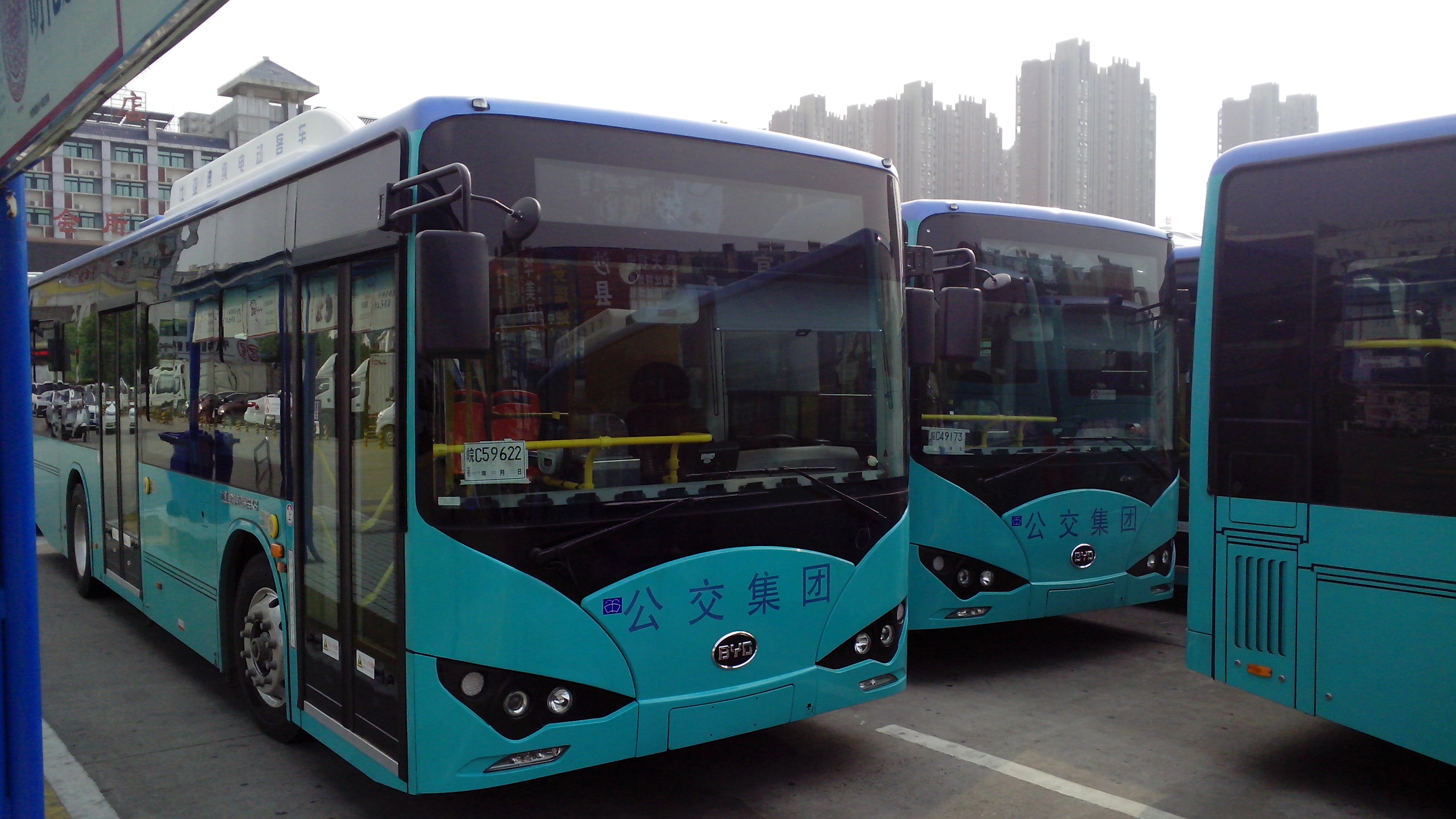
2017年6月110路新上线的比亚迪K8A型

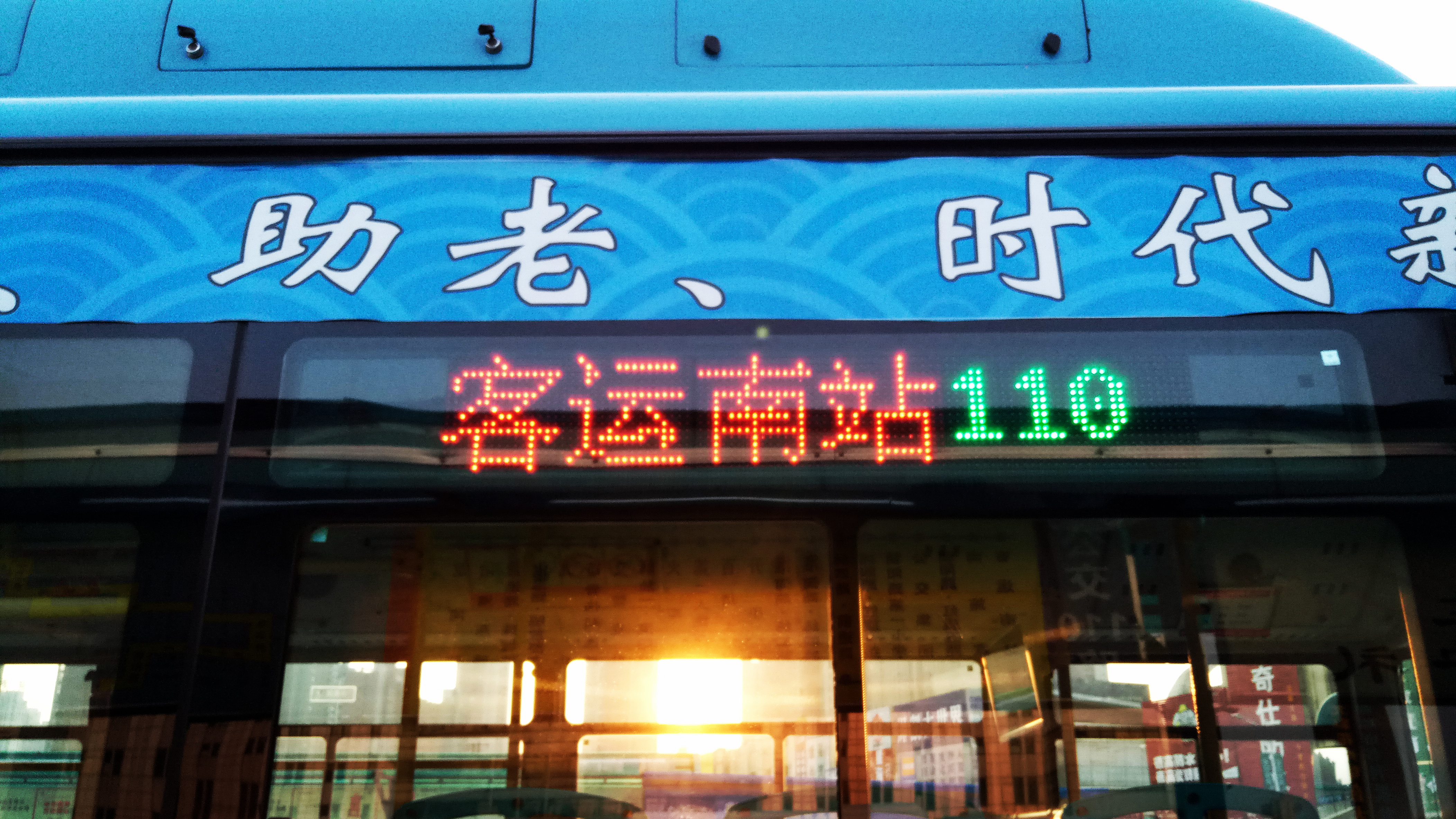
蚌埠公交110路电子显示屏

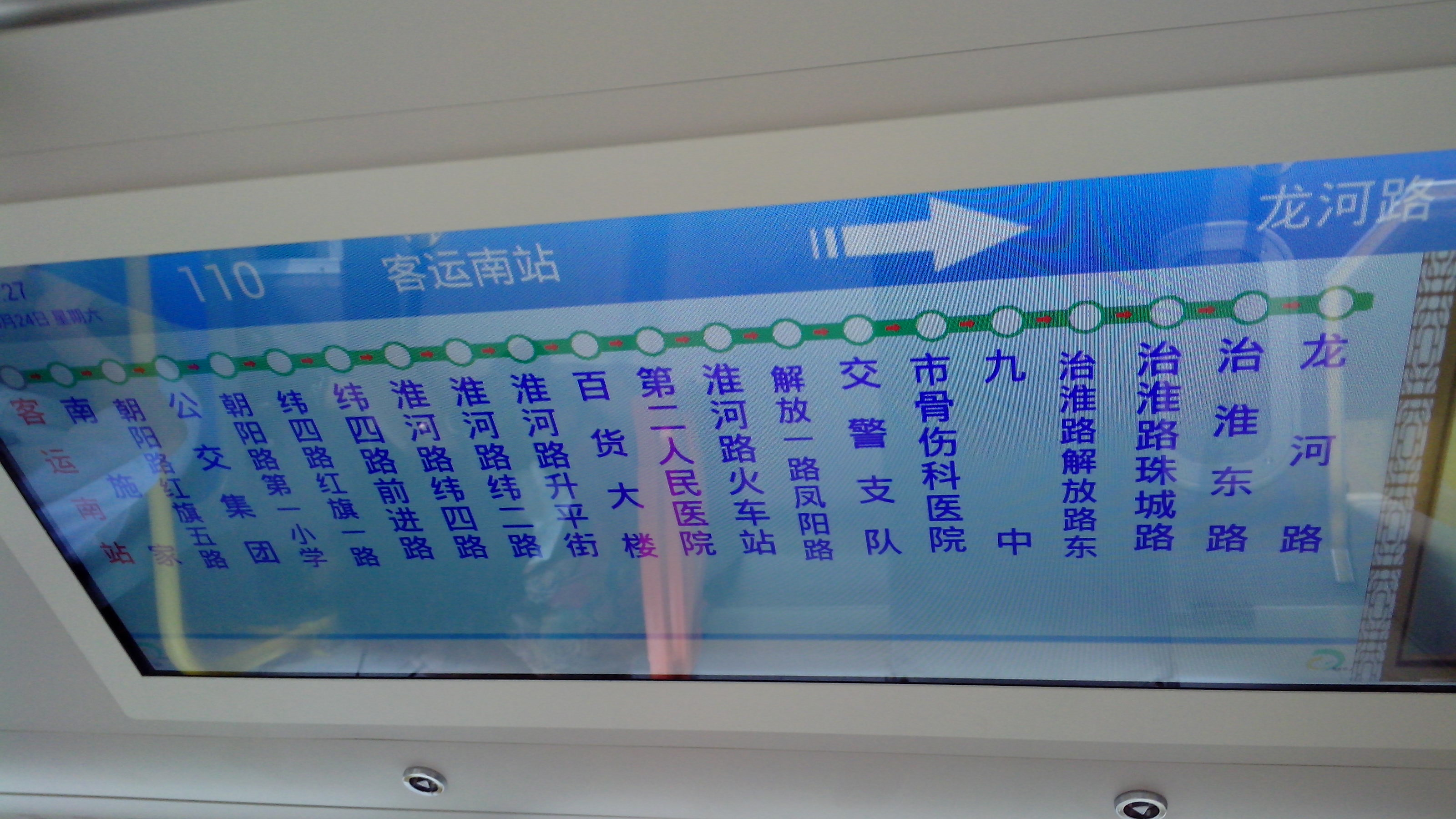
蚌埠公交110路车内导航显示屏

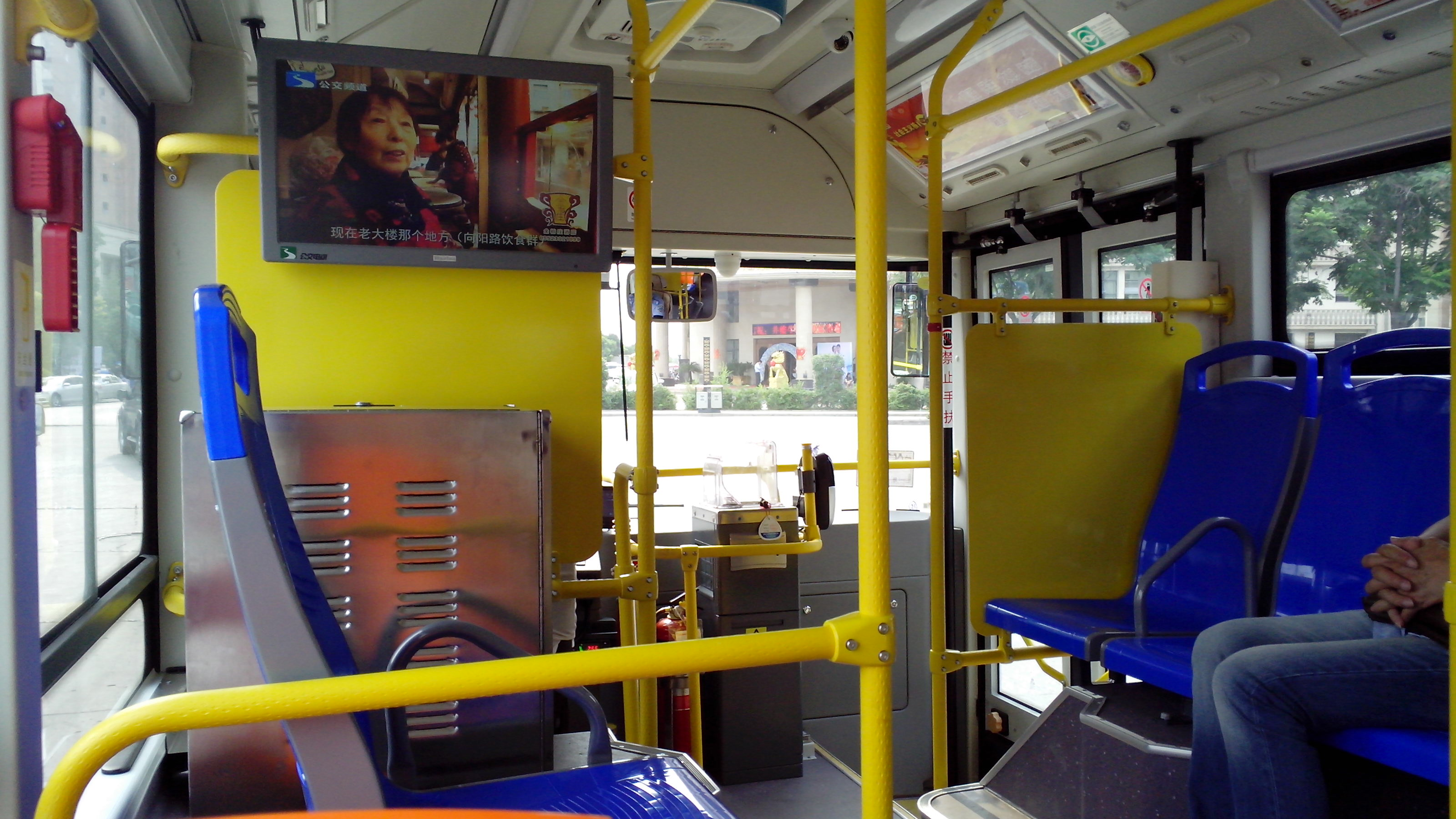
蚌埠公交110路车辆内饰

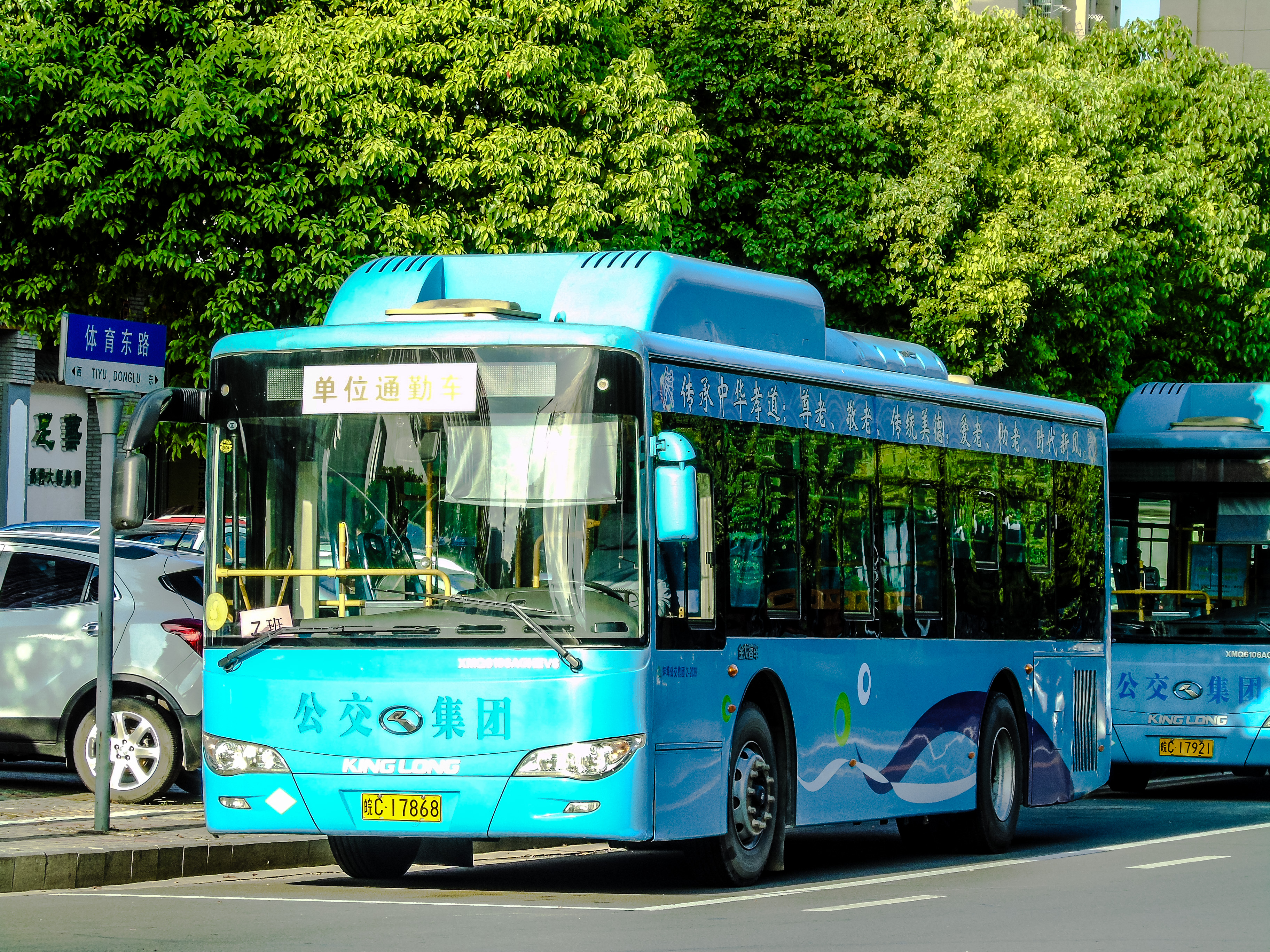
蚌埠公交110路退役车辆现为通勤车

### 途经站
- 往龙河路 ： 客运南站 - 南施家 - 朝阳路·红旗五路 - 公交集团 - 南岗四路南 - 朝阳路第一小学 - 纬四路·红旗一路 - 纬四路·前进路 - 淮河路·纬四路 - 淮河路·纬二路 - 升平街 - 百货大楼 - 新华图书城 - 第二人民医院 - 火车站 - 解放一路·凤阳路 - 交警支队 - 市骨伤科医院 - 九中 - 治淮路·解放路东 - 治淮路·珠城路 - 治淮东路 - 龙河路
- 往客运南站 ： 龙河路 - 治淮东路 - 治淮路·珠城路 - 治淮路·解放路东 - 九中 - 市骨伤科医院 - 交警支队 - 解放一路·凤阳路 - 火车站 - 第二人民医院 - 新华图书城 - 百货大楼 - 升平街 - 淮河路·纬二路 - 淮河路·纬四路 - 淮河路 - 纬四路·前进路 - 纬四路·红旗一路 - 朝阳路第一小学 - 南岗四路南 - 公交集团 - 朝阳路·红旗五路 - 南施家 - 客运南站[10]

### 换乘站
以下内容均统计自：蚌埠市公共交通集团有限公司营运线路一览表
- 客运南站 ： 109路 118路 130路 133路 136路 140路 156路 微3路 209路 215路
- 南施家 ： 103路 微3路 机场专线 209路
- 朝阳路·红旗五路 ： 103路 36路
- 公交集团 ： 101路(公交集团北门)(单边) 103路 103路 136路 环线1路
- 南岗四路南 ： 103路 136路
- 朝阳路第一小学 ： 104路 111路 119路（单边） 120路 121路 150路
- 纬四路·红旗一路 ： 102路
- 纬四路·前进路 ： 102路
- 淮河路·纬四路 ： 105路 119路 128路 135路
- 淮河路·纬二路 ： 105路 125路 128路 136路
- 升平街(单边) ： 104路 112路
- 百货大楼(单边) ： 102路 103路 104路 105路(单边) 112路 128路 环线1路 204路
- 新华图书城(单边) ： 103路（单边） 环线1路（单边） 201路 203路
- 第二人民医院 ： 101路 103路 104路,107路(单边) 109路 111路(单边) 112路 115路(单边) 118路 128路(单边) 微3路(单边) 204路 208路
- 火车站 ： 101路 103路 104路 107路 109路 112路 115路 118路 128路 204路 206路 207路 208路
- 解放一路·凤阳路 ： 103路（单边）
- 市骨伤科医院 ： 109路 111路 202路 204路
- 九中 ： 109路 111路 112路 202路 204路

## 票价
- 未持卡乘客普通车投币1元，空调车投币2元。
- 持普通电子钱包卡普通车0.9元/次，空调车1.8元/次。
- 持学生月票卡普通车0.18元/次，成人卡0.36元/次，空调车加1元。
- 持老人卡、拥军卡、爱心卡的乘客免费乘车。[11]

## 资料来源
1. ↑  .   [2017-06-21]. （原始内容存档于2017-08-02）.
2. ↑  .   [2017-06-21]. （原始内容存档于2017-08-01）.
3. ↑  .   [2017-08-20]. （原始内容存档于2020-10-31）.
4. ↑  .   [2017-08-20]. （原始内容存档于2019-07-24）.
5. ↑  .   [2017-06-21]. （原始内容存档于2017-07-31）.
6. ↑  .   [2017-06-21]. （原始内容存档于2017-07-07）.
7. ↑  6月1日起蚌埠公交10条线路末班车延时[永久]
8. ↑  .   [2017-08-14]. （原始内容存档于2017-08-14）.
9. ↑  .   [2017-07-02]. （原始内容存档于2020-08-11）.
10. ↑  .   [2017-06-21]. （原始内容存档于2017-07-08）.
11. ↑  .   [2017-06-21]. （原始内容存档于2018-03-09）.